# Guildfordia radians
Guildfordia radians is een slakkensoort uit de familie van de Turbinidae. De wetenschappelijke naam van de soort is voor het eerst geldig gepubliceerd in 2008 door Dekker.